# Lepidochrysops puncticilia
The Mouse Blue (Lepidochrysops puncticilia) là một loài bướm ngày thuộc họ Bướm xanh. Nó được tìm thấy ở Nam Phi, nơi nó được tìm thấy ở West Cape.
Sải cánh dài 27–29 mm đối với con đực và 27–30 mm đối với con cái. Con trưởng thành bay từ tháng 9 đến tháng 10 làm một đợt at low altitudes và từ tháng 10 đến tháng 12 in mountainous areas.
Ấu trùng ăn Selago fruticosa và Dichisma species.